# Brookhaven, Mississippi
Brookhaven là một thành phố thủ phủ quận Lincoln trong tiểu bang Mississippi, Hoa Kỳ. Thành phố có diện tích 19 km2, dân số theo điều tra năm 2000 của Cục điều tra dân số Hoa Kỳ là 9861 người. Nó được đặt tên theo Brookhaven, New York, bởi người sáng lập Samuel Jayne vào năm 1818.